# Varasnúnia (Vaspuracânia)
Varasnúnia (em armênio: Վարաժնունիք, Varažnunik’[a]), Vasnúnia (em armênio: Վաժնունիք, Važnunik’) ou Varzúnia (em armênio: Վարժնունիք, Varžnunik’), segundo a Geografia de Ananias de Siracena (século VII), foi um gavar (cantão) da província de Vaspuracânia, no Reino da Armênia. Estava centrado no vale do Sarcalã, um dos tributários do Zola, e compreendia uma área de 130/150 quilômetros quadrados. Originalmente deve ter feito parte do principado de Albace Maior da família Arzerúnio, mas eventualmente foi entregue à família Varasnúnio.